# 有儿有女
《有儿有女》是由Vie Channel制作，改编自《王家一家人》的越南电视连续剧，第一季共有109集，自2018年5月7日起至2019年1月15日每周一至周三晚間八時播出。第二季则长达50集。此剧获颁金风筝及金杏奖。